# Picomet

Nguyên tử heli,
có bán kính 31 picômét

Picômét (ký hiệu pm) là một đơn vị đo chiều dài trong hệ mét, tương đương với một phần ngàn tỷ của mét, một đơn vị đo chiều dài cơ bản trong Hệ đo lường quốc tế (SI). Nó có thể được viết dưới dạng ký hiệu khoa học là 1×10−12 m hay 1 E-12 m (ký hiệu số mũ) — cả hai đều có nghĩa là 1 m / 1.000.000.000.000.
femtômét <<< picômét <<< nanômét <<< micrômét <<< milimét < xentimét < đêximét < mét < đêcamét < héctômét < kilômét
Nó tương đương với một phần triệu của micrômét (hay micron), và vì thế trước đây nó còn dược gọi là micromicron hay bicron. Ngoài ra, nó còn tương đương với một phần trăm của Ångström, một đơn vị đo độ dài không thuộc SI nhưng được công nhận rộng rãi trên thế giới.